# Frederick Coneybeer

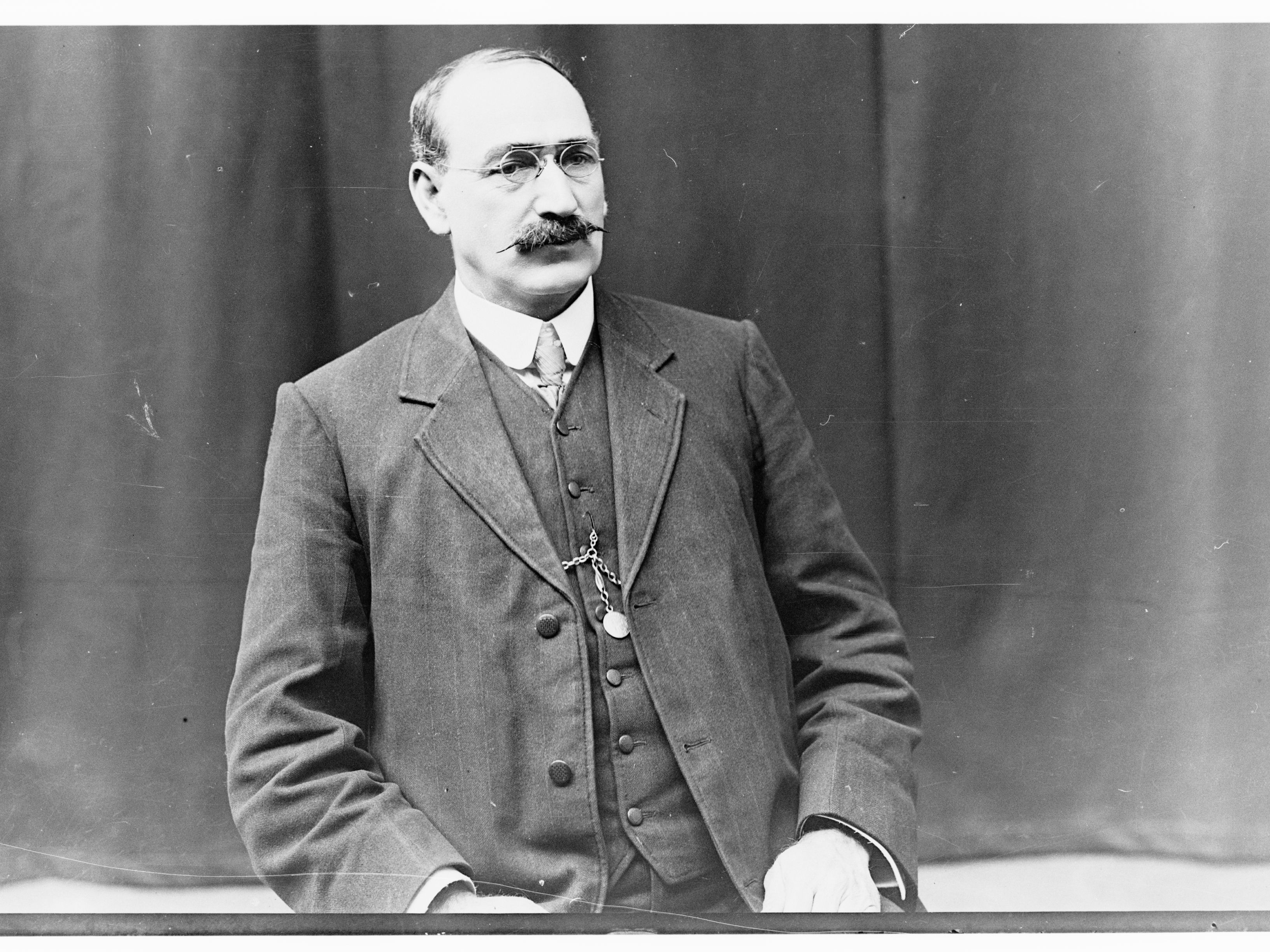
Frederick Coneybeer (1915)

Hon. Frederick William Coneybeer (* 27. September 1859 in Clifton, Bristol, England; † 30. Mai 1950) war ein australischer Gewerkschaftsfunktionär und Politiker der United Labor Party und später der National Party, der unter anderem von 1893 bis 1921 sowie erneut zwischen 1924 und 1930 Mitglied sowie zwischen 1915 und 1921 Sprecher des South Australian House of Assembly war. Darüber hinaus war er von 1908 bis 1909 sowie zwischen 1910 und 1912 Bildungsminister.

## Leben

### Gewerkschaftsfunktionär und Mitglied desSouth Australian House of Assembly

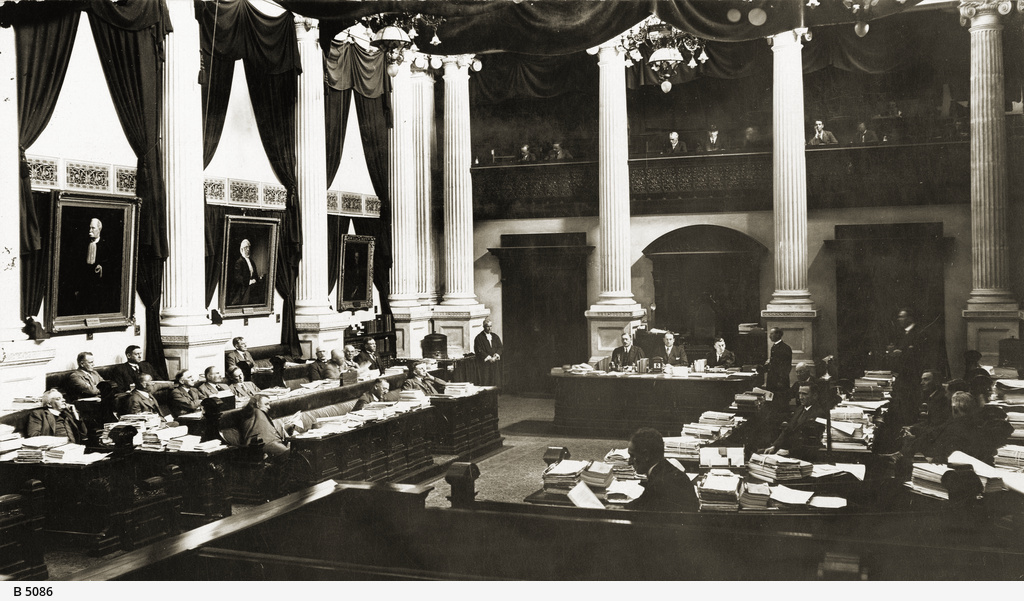
Der Sitzungssaal des South Australian House of Assembly, dessen Mitglied und Sprecher Coneybeer war.

Frederick William Coneybeer, viertes von zwölf Kindern des Riemers John Powsland Coneybeer und dessen Ehefrau Mary Hobbs Coneybeer, wanderte 1865 mit der Familie zunächst nach Orange in New South Wales aus. Dort besuchte er die Grundschule sowie die anglikanische Sonntagsschule von Reverend Francis Bertie Boyce und erlernte die Herstellung von Pferdehalsbändern in der Werkstatt seines Vaters. Ende 1881 ging er nach Adelaide und arbeitete für die Sattlerei James Holden & Co. Zu dieser Zeit begann er auch sein Engagement in der Gewerkschaft der Sattler, Geschirr- und Riemenmacher (Saddle, Harness and Collarmakers’ Society) und im Zentralen Gewerkschaftsbund UTLC (United Trades and Labour Council), dessen Präsident er 1888 wurde.
Am 15. April 1893 wurde Coneybeer für die United Labor Party im damaligen Zwei-Personen-Wahlkreis East Torrens als Nachfolger von Sir Edwin Thomas Smith erstmals zum Mitglied des South Australian House of Assembly gewählt, des Unterhauses des Parlaments von South Australia, und vertrat diesen Wahlkreis bis zu dessen Auflösung zum 2. Mai 1902. Bei der darauf folgenden Wahl am 3. Mai 1902 wurde er im neu geschaffenen Fünf-Personen-Wahlkreis Torrens erneut zum Mitglied der Legislativversammlung gewählt und vertrat auch diesen Wahlkreis bis zur Auflösung am 26. März 1915. Er fungierte zwischen 1905 und 1908 als Government Whip Parlamentarischer Geschäftsführer der Fraktion der Regierung in der Legislativversammlung.

### Minister und Sprecher desHouse of Assembly

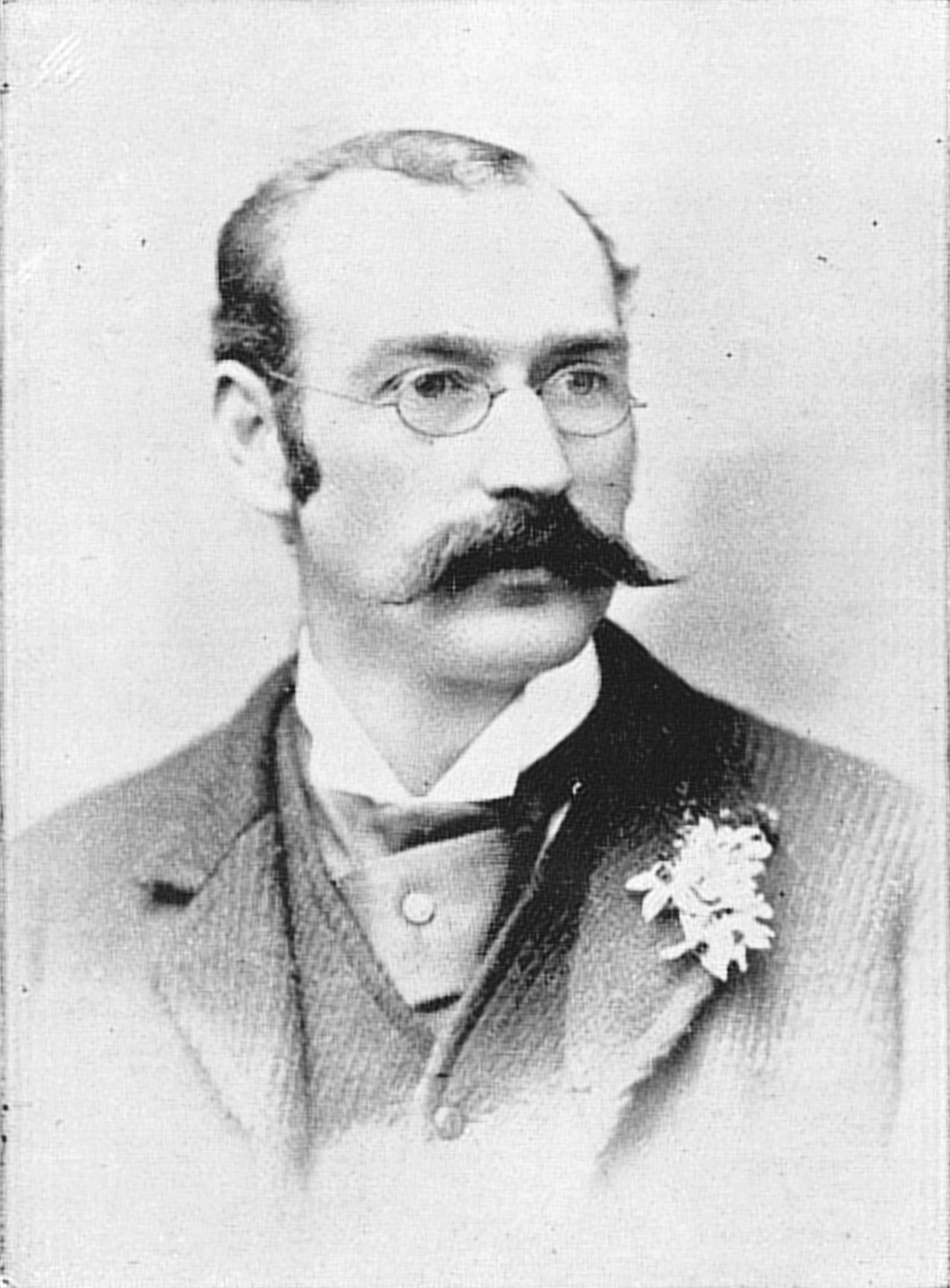
Frederick Coneybeer (1905)

Am 30. Dezember 1908 wurde Frederick Coneybeer in die Regierung von Premier Thomas Price berufen und bekleidete in dieser bis zum 5. Juni 1909 das Amt als Bildungsminister (Minister of Education). Das Amt des Bildungsministers hatte er zwischen dem 3. Juni 1910 und dem 17. Februar 1912 auch in der Regierung von Premier John Verran.
Bei der Wahl am 27. März 1915 wurde Coneybeer für die United Labor Party im wieder geschaffenen Drei-Personen-Wahlkreis East Torrens abermals zum Mitglied des House of Assembly gewählt und vertrat diesen Wahlkreis bis zu seiner Niederlage gegen Joseph Anthony Harper von der Liberal Union bei der Wahl am 9. April 1921. Auf der konstituierenden Sitzung am 8. Juli 1915 wurde er als Nachfolger von Laurence O’Loughlin von der Liberal Union als Speaker zum Sprecher des House of Assembly gewählt. Er bekleidete das Amt des Parlamentspräsidenten bis zum 9. April 1921, woraufhin der ehemalige Premierminister Richard Butler von der Liberal Union am 21. Juli 1921 seine Nachfolge antrat. Im Zuge des Streits über die Einführung der Wehrpflicht in Australien im Ersten Weltkrieg trat er am 28. Juni 1917 aus der United Labor Party aus und schloss sich der National Party an. Am 18. August 1921 wurde ihm aufgrund einer mindestens dreijährigen Amtszeit als Sprecher der Legislativversammlung der Höflichkeitstitel The Honourable verliehen.
Am 5. April 1924 wurde Coneybeer wieder im Drei-Personen-Wahlkreis East Torrens zum Mitglied der Legislativversammlung gewählt und konnte sich gegen den Wahlkreisinhaber Walter Hamilton von der Liberal Union durchsetzen. Er vertrat diesen Wahlkreis nunmehr bis zu seiner eigenen Niederlagen gegen Frank Nieass von der Labor Party.
Aus seiner am 20. Februar 1886 geschlossenen Ehe mit Margaret Jane Thomas gingen drei Söhne und eine Tochter hervor.

## Hintergrundliteratur
- G. L. Fischer: The Hon. Frederick William Coneybeer, 1859–1950. A Political Biography, M.A. Thesis, University of Adelaide, 1968
- Parliament of South Australia: Statistical Record of the Legislature 1836–2007 (Memento vom 11. März 2019 im Internet Archive)
- Gordon Desmond Combe: Responsible Government in South Australia, Band 1, Wakefield Press, 2009, ISBN 978-1-86254-843-5 (Onlineversion (Auszug))